# Famille Freylin
La famille Freylin est une vieille famille piémontaise, issue de l'ancienne maison féodale de Mercadillo da Chieri, originaire de la petite ville de Mercadillo dans l’actuel Pays basque espagnol, et dont la noblesse est prouvée depuis le XIe siècle. La branche aînée de la famille s'est éteinte au XVIe siècle. Des branches cadettes se sont développées en Allemagne (en Souabe, éteinte au début du XIXe siècle), en Italie (éteinte en 1820), en France (dont il y a des descendants contemporains) et aux États-Unis (à partir de la seconde moitié du XIXe siècle, dont on ne sait s'il reste des descendants).

## Historique
La branche italienne, fondée au Piémont par Manfred de Mercadillo, premier seigneur de Chieri, est née en 1099 à Chieri à son retour de Jérusalem, où il prit part à la première croisade, au côté du comte de Toulouse, Raymond de Saint-Gilles. C'est l'une des sept familles nobles fondatrices de la cité de Chieri, parmi lesquelles on compte les Broglie et les Cavour. Les armes de la famille, jusqu'au XVe siècle : d’or à quatre faces de gueules, ondées. Cimier : tête de lion tenant la devise : « ne.quid.nimis » (rien de trop).

### Maestro Freylino, un ingénieur au service de puissantes maisons

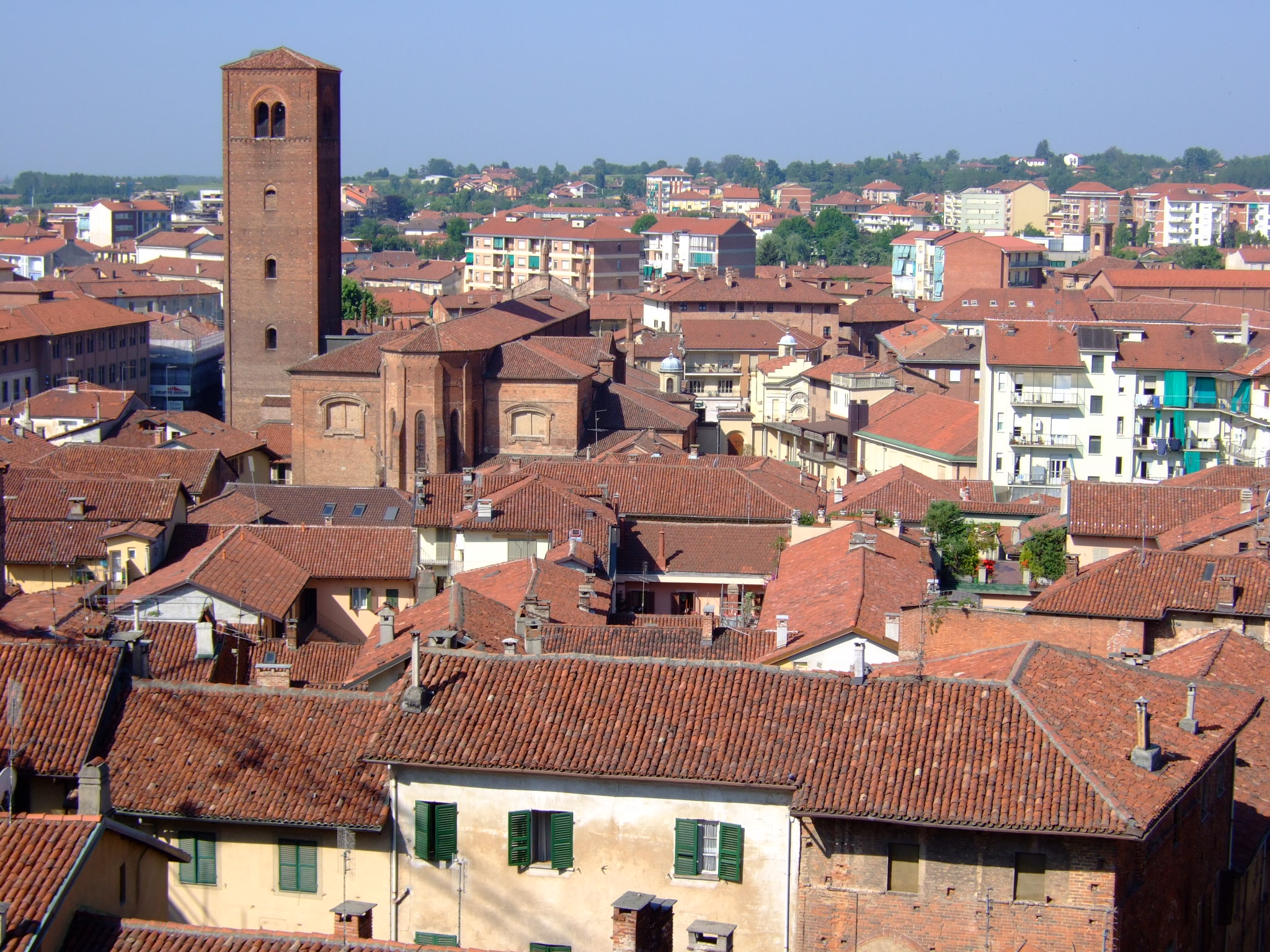
Chieri (Piémont, Italie)

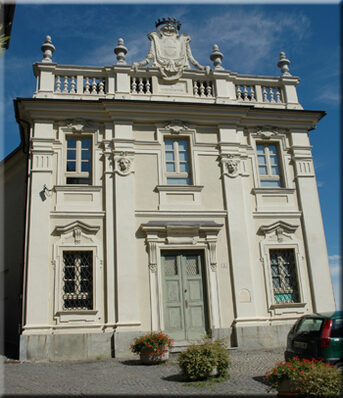
Palazzo Mercadillo, Chieri, (Piémont, Italie)

Au XVe siècle, Freylino de Mercadillo, dit Maestro Freylino (né v. 1390 à Chieri), ingénieur et maître d’artillerie d’Amédée VIII de Savoie, appartient à la première cour du comte puis duc de Savoie. Maestro Freylino sera le premier, non seulement en Italie mais dans toute l’Europe à donner un nom à une pièce d’artillerie, une bombarde (la Freylina) dont il est l’auteur et le fondeur ainsi que d’autres fabuleux engins pour le compte du duc de Milan Filippo Maria Visconti à partir de 1443 puis des Sforza de Milan et de la Sérénissime. Reconnu dans toute l’Europe sous le nom de maestro Freylino (souvent mal orthographié, on trouve parfois écrit Maestro Ferlino à cause d’une autre célèbre bombarde, la Ferlina), il conservera ce patronyme pour lui et sa descendance et adoptera comme blason : d’azur à la sirène d’argent nageant sur une mer de même, au chef de gueule avec trois étoiles d’or mal ordonnées, et la devise « dum.canit.decipit » (lorsqu’elle chante, elle trompe).

### Un modèle pour Léonard de Vinci
Dans son travail publié en 2014 sur les anciens canons de bronze vénitiens conservés à Istanbul , l’historien Marco Morin, insiste sur la renommée de Maestro Freylino de Mercadillo au milieu du XVe siècle et sur l’impact important de ses réalisations sur l’œuvre militaire de Léonard de Vinci. « Nous trouvons, écrit-il, des fabricants actifs à Venise, concevant des bombardes dans et à l’extérieur de l’Arsenal, parmi eux Francesco Campanato, Martino delle Ancore et le fameux maître Ferlino  de Chieri dans le Piémont. Ferlino appartenait à une famille noble et son patronyme exact était Freylino de Mercadillo . Il était au service de Francesco Sforza quand en 1452, durant la guerre entre le duc de Milan et la république de Venise, il fut fait prisonnier au cours de la bataille de Cavenago. Transporté à Venise, il commença très vite à travailler pour la République  concevant de nombreuses bombardes pour lesquelles il était renommé dans tous les États d’Italie. Les armes qu’il produisit furent similaires à celles dessinées des années plus tard par Léonard de Vinci (1452 – 1519) dans son Codex Atlanticus (Léonard de Vinci était alors à Milan au service – de 1482 à 1500 – du duc Ludovic Sforza (1452 – 1508), NDLR). »

### Deux lignées connues
Dans la tourmente de la première moitié du XVIe siècle et des guerres opposant la France et le Saint-Empire de Charles Quint pour la conquête du nord de l’Italie (en 1536 François Ier s’empare du Piémont), les descendants de Maestro Freylino de Mercadillo se scinderont en au moins deux lignées connues, l’une dans le Saint-Empire, à Weitenau en Souabe (près de Rheinfelden) et l’autre demeurée dans le Piémont. En 1535, le duc Charles III de Savoie, allié de Charles Quint, est chassé de son duché par les Français (il ne peut garder que le comté de Nice). Le Piémont, ravagé par des tremblements de terre et une violente épidémie de peste connaîtra trente années d’instabilité politique avant le retour de la paix. Baldassaro Freylino et son fils Stefano, qui avaient en possession les terres de Weitenau en Souabe, y trouvent refuge au service et sous la protection de l’évêque de Bâle et de l’empereur. Ils fondent ainsi le rameau Freylin de Weitenau qui fera souche à Bamlach (Bade-Wurtemberg) dès la fin du XVIe siècle. La paix retrouvée en Italie fera y retourner une partie de la famille à partir des années 1550. Le nom s’éteindra en 1810 en Allemagne, date à laquelle cette branche deviendra française par mariage pour finalement se fixer à Paris. Les Freylino restés en Italie connurent une période de grande pauvreté, un temps en disgrâce à cause peut-être de mauvais choix politiques. Il faudra attendre la seconde moitié du XVIIe siècle pour que la famille retrouve son rang au sein de la cour des Savoie. La branche italienne s’éteindra en 1820 après la mort du comte Lorenzo Freylino, célèbre botaniste, resté célibataire et sans descendance.

### Palais Freylin oupalazzo Freylino de Buttiglierad'Asti

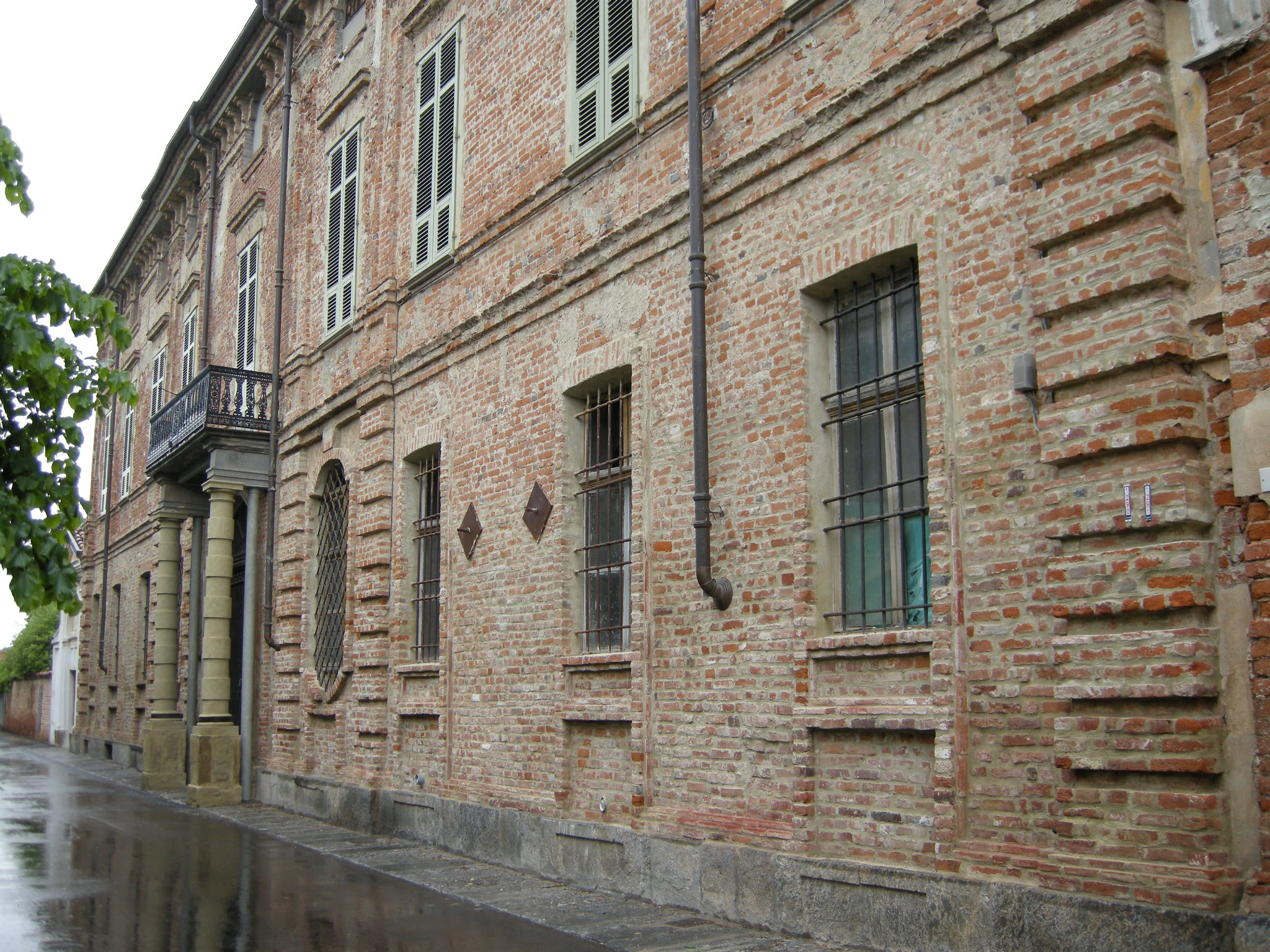
Le palais Freylin ou palazzo Freylino de Buttigliera d'Asti (Piémont, Italie)

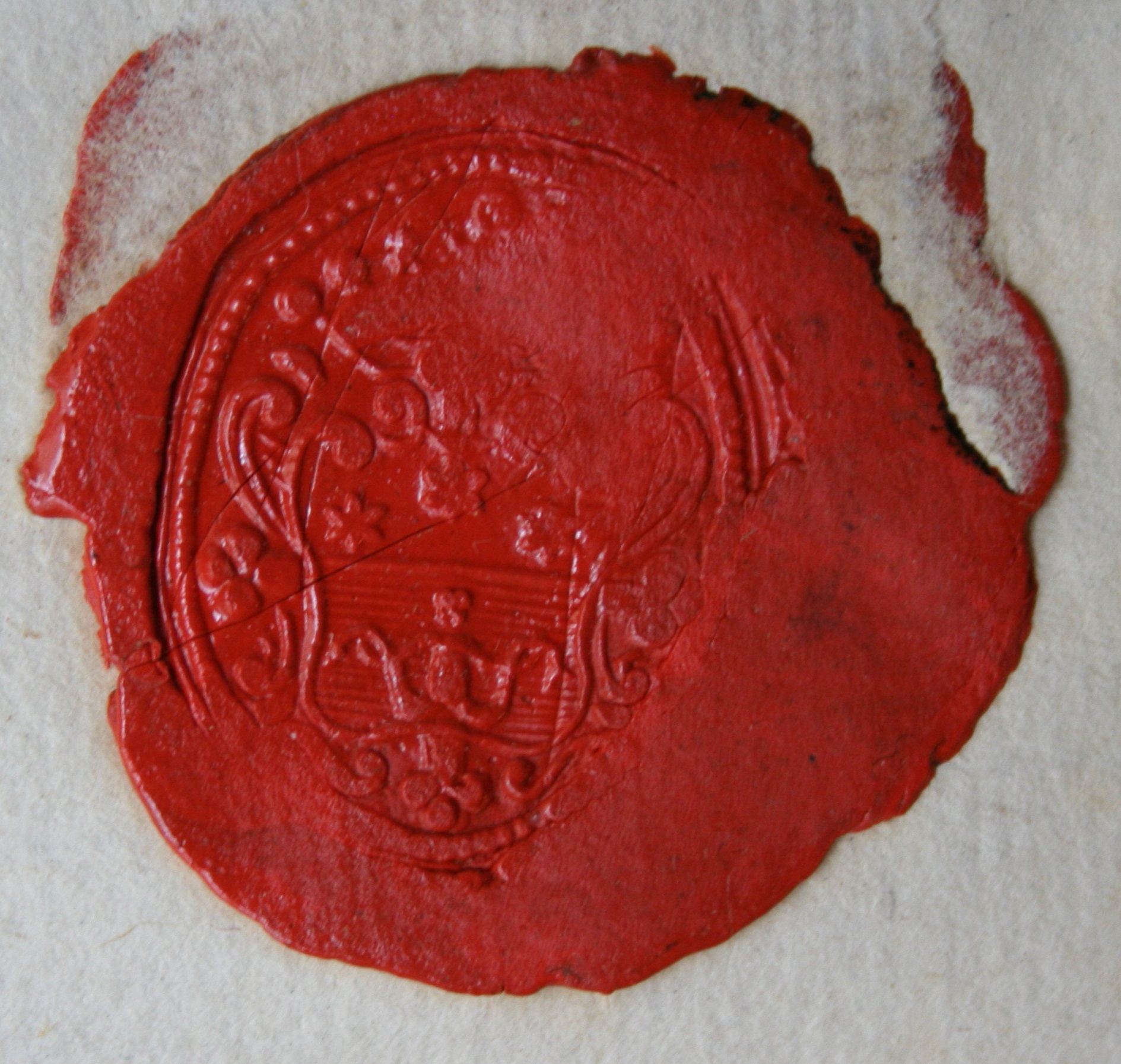
Le blason Freylin sur un cachet datant de 1787

Œuvre du XVIIIe siècle, le palais a appartenu aux comtes Baronis, puis aux comtes Freylin, seigneurs féodaux de la petite ville située à trente kilomètres à l'est de Turin. Il est souvent attribué au célèbre architecte Bernardo Antonio Vittone (1702-1770). En raison de la perte d’une partie des archives des familles Baronis et Freylin, il n'est pas possible de délimiter avec précision l’histoire de l'actuel palazzo Freylino. Les quelques documents restants ne nous donnent que des informations fragmentaires. La première attestation sûre du palais remonte au 15 mai 1659, lorsqu'un acte notarié fut rédigé « dans le palais de l’illustre Comte Amedeo Baronis ». Il y a lieu de croire que le bâtiment a été construit dans la décennie précédente, entre 1641 et 1650. En fait, il ressort d'un acte de partage entre les comtes Amedeo, Filiberto et Vittorio Baronis que le 20 février 1641, les frères susmentionnés, les trois seigneurs féodaux de Buttigliera ne possédaient que leurs parts du fief de la ville, sans palais, ni maisons ni fermes. Il semble encore qu'à partir du 1er août 1650, le comte Amedeo fit toujours baptiser ses enfants dans l'église paroissiale de San Biagio, ce qui indique qu'au moins à partir de cette date, il résidait en permanence dans la ville. En 1679, après la mort du comte Amedeo, un inventaire de son héritage est dressé, notamment du mobilier existant dans le bâtiment, situé dans plusieurs pièces appelées la chambre haute, galerie et petite pièce attenante (pleine de peintures), une autre chambre, une autre chambre haute. Au-dessus du solarium, la cuisine. Deux cuves et treize fûts ont également été inventoriés, dont neuf pleines de vin. Dans le cadastre municipal de 1740 sont enregistrées toutes les propriétés du comte Carlo Amedeo Baronis, y compris, "vers Castellazzo", le bâtiment avec deux maisons annexes, trois cours, une écurie et un jardin. Le 19 juin 1771, le comte Giacinto Baronis, endetté, vendit sa part de fief (une moitié) au comte Pietro Giuseppe Freylino, propriétaire de l'autre moitié, au prix de 80 000 lires. En août de la même année, le palais fût vendu dans sa totalité avec le jardin attenant, qui devint bientôt un célèbre jardin botanique (déjà attesté en 1773), par les travaux du comte Lorenzo Freylino, naturaliste distingué, fils de Pietro Giuseppe. Le comte Lorenzo décédé en 1820, célibataire et sans enfant, laisse le palais et le jardin botanique en héritage à son élève Maurizio Pangella. Les biens féodaux furent, après une procédure judiciaire, attribués par sentence du Sénat piémontais au cavalier Michele Benedetto Baudi di Vesme, au comte Prospero Castelli de Sessant et à la baronne Ricci des Ferres. La famille Pangella s'est éteinte à la fin du XIXe siècle. Depuis lors, le jardin n'a plus été entretenu et s'est progressivement dégradé jusqu'à ce qu'il disparaisse complètement.

## Personnalités

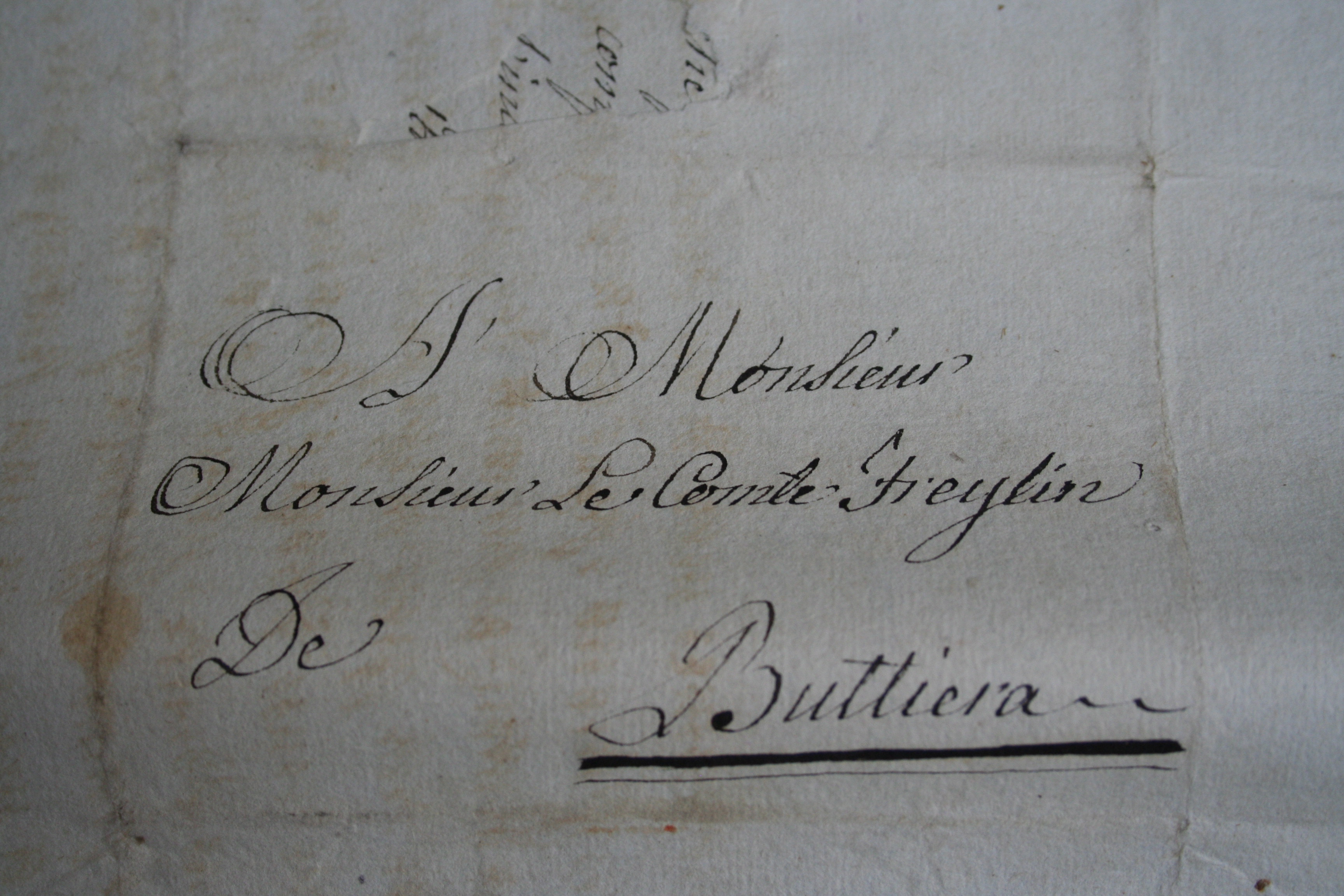
Lettre à l'attention de Lorenzo Freylin, comte de Buttigliera et Pino d'Asti

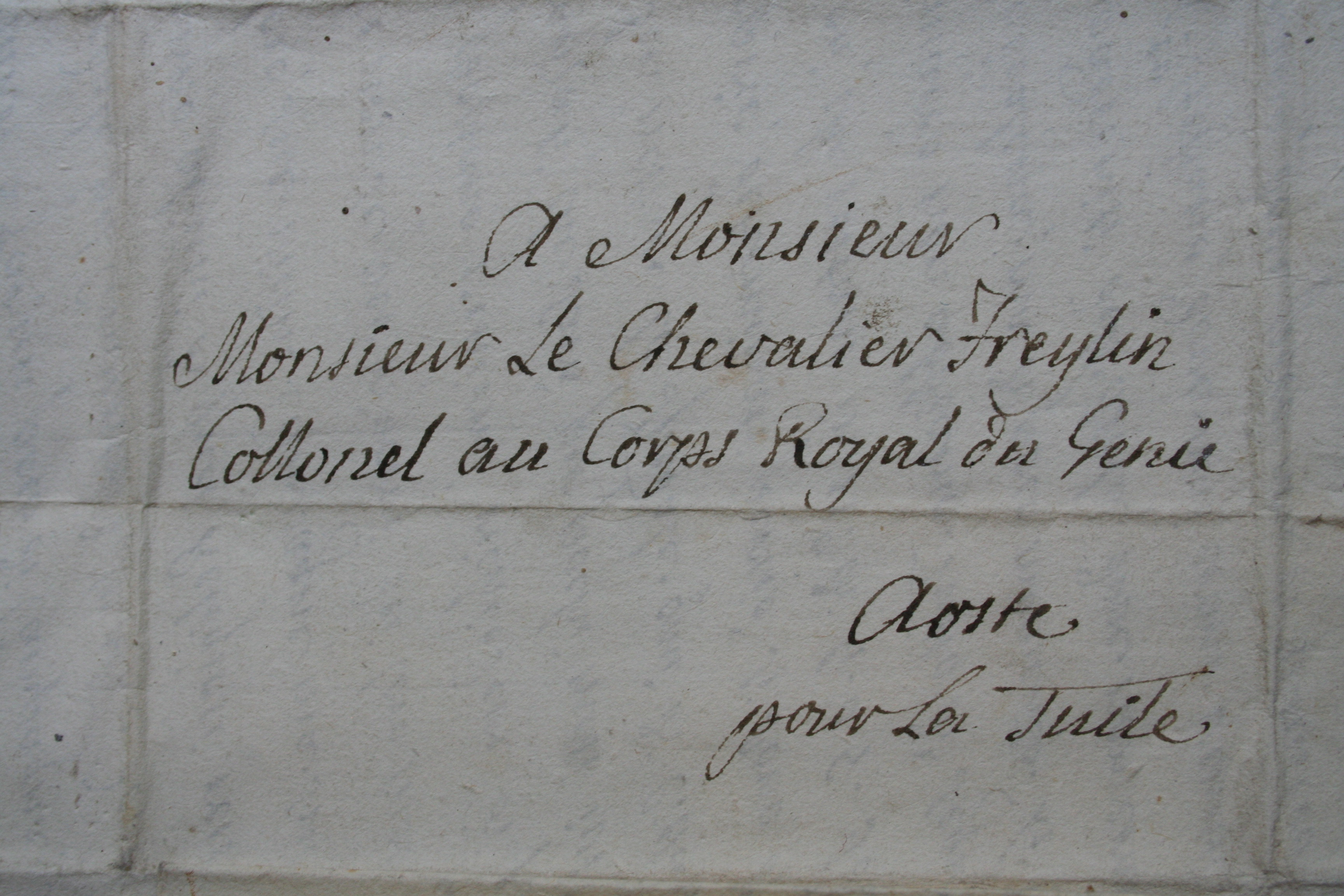
Lettre à l'attention du Chevalier Stefano Freylin, colonel au Corps royal du génie d'Aoste

- Manfred de Mercadillo, premier seigneur de Chieri (1099), fondateur de la branche italienne de la famille;
- Guido de Mercadillo, seigneur de Santena (1191);
- Freylino de Mercadillo, dit Maestro Freylino (né v. 1390 à Chieri), ingénieur et maître d’artillerie d’Amédée VIII de Savoie (1383-1451);
- Les frères Giovanni et Brunone Freylino acquièrent de leur cousin Claudio Orsini[15] les titres de seigneurs de Rivalta, Trana, Gonzole, Orbassano, Coazze et Bagnolo (27 janvier 1448 et 1452);
- Giovanni-Maria Freylino, connu uniquement sous le nom de Juan-Maria ou Jean-Marie Freylin (1591-1655), né à Villanova d'Asti, entra en 1606 dans la Compagnie de Jésus et obtint les missions du Pérou. Ordonné prêtre, il arriva à Lima en 1617. Il se consacra, outre la mission, à l'enseignement et à l'Écriture. Il mourut à Trujillo. Son œuvre majeure est La Vie du père Martinez (1612). Il était cousin de saint Louis de Gonzague (1568-1591) par la mère de ce dernier née Tana de Santena;
- Francesco Maria Freylino, seigneur de Pino, secrétaire des rescrits du Sénat du Piémont (8 mai 1681);
- Pietro-Lorenzo Freylino, premier comte Freylino (6 août 1706);
- Pietro-Antonio Freylino, comte de Pino et de Buttigliera (1711 et 1725), seigneur de Bagnolo depuis 1448 (aujourd'hui Bagnolo Piemonte), de Cocconato et d'Aramengo en 1728, Sindaco (maire) de Turin en 1728 et ministre des Finances en 1731;
- Pietro-Giuseppe Freylino, conseiller d'État en 1766, président du Conseil d'État de 1774 à 1779;

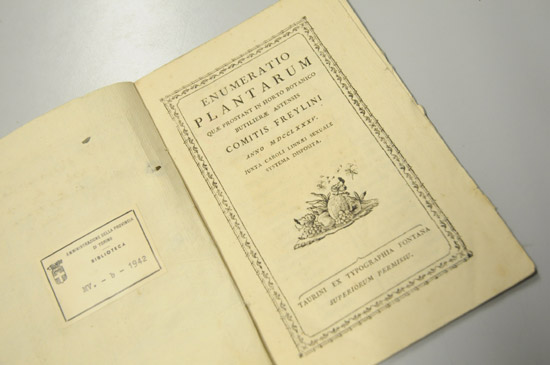
Catalogue des plantes cultivées dans le jardin botanique du comte Lorenzo Freylin à Buttigliera d'Asti, Turin, 1785

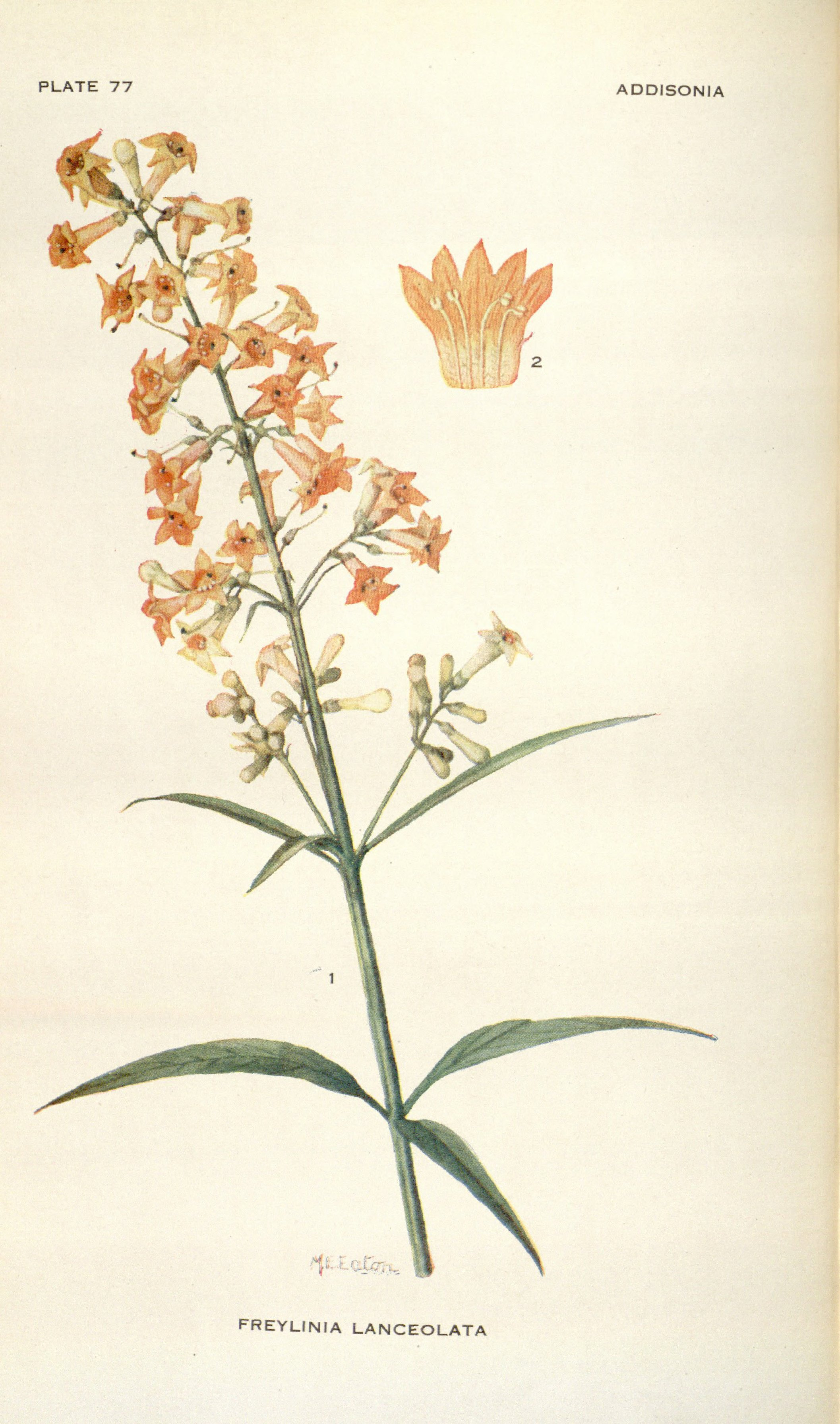
Illustration d'un Freylinia lanceolata tirée d'un recueil du Jardin botanique de New York, 1916

- Lorenzo Freylino (1754-1820), célèbre botaniste, il fut élu membre de la société royale d'agriculture de Turin. Son nom fut donné, en son hommage, à une espèce d'arbustes d'Afrique du Sud, le Freylinia. En 1814, l’érudit Giansecondo De Canis décrivait ainsi le très beau jardin botanique situé à Buttigliera d'Asti, dans l'ancien palais Baronis devenu la propriété des comtes Freylin, et plus particulièrement du comte Lorenzo, passionné de botanique : « Le meilleur qui soit en Piémont, avec 6 000 plantes toutes rares (…) des arbres de toutes les parties du monde (…) où les agrumes sont plantés dans la terre et non dans des vases… ». En 1785, la même année où sortit l’ouvrage La Flora pedemontana d’Allioni, le comte Freylin avait publié le catalogue des 953 espèces cultivées par lui, adoptant la nomenclature et le système de Linné (une copie est en possession de la bibliothèque historique de Turin, qui conserve aussi un petit fond de lettres du botaniste). Dans son jardin, celui-ci avait recréé une atmosphère néoclassique avec des statues et des vasques, et aussi une station météorologique. Jacobin comme Balbis et Colla, il offrit à ses concitoyens l’arbre de la liberté garni de décorations aux trois couleurs, qu'il fit élever au centre de la place de Buttigliera au cours d’une fête républicaine le 31 janvier 1799. Durant trois journées, il y eut une distribution gratuite de pain, de riz et d’agneau mais aussi du vin blanc de Malvasia et beaucoup de vin de Nebiolo, coulant depuis deux fontaines attenantes au palais.

Les comtes Freylino ou Freylin étaient chevaliers commandeurs de l’ordre des Saints-Maurice-et-Lazare.
La branche aînée française, issue de Joseph Freylin, né en 1810 et disparu le 2 novembre 1863 durant la Guerre du Mexique, est aujourd’hui représentée par Frédéric Freylin (né en 1962), dont postérité. Le second fils de Joseph Freylin, Jean, marin à Toulon sur La Magnanime, s’établira aux États-Unis tandis que la famille fera souche à Paris sous le Second Empire. On ignore si la branche américaine née dans la deuxième moitié du XIXe siècle est encore représentée.